# Kernkeule
Die Einteilung der Lebewesen in Systematiken ist kontinuierlicher Gegenstand der Forschung. So existieren neben- und nacheinander verschiedene systematische Klassifikationen. 
Das hier behandelte Taxon ist durch neue Forschungen obsolet geworden oder ist aus anderen Gründen nicht Teil der in der deutschsprachigen Wikipedia dargestellten Systematik.
Unter dem unscharfen Begriff Kernkeulen werden einige parasitisch lebende Pilze zusammengefasst. Sie zählen zu den Ascomyceten (Schlauchpilze). Ursprünglich waren alle diese Arten in der Gattung Cordyceps gruppiert (Fam. Cordycipitaceae, zuvor Clavitipitaceae). Mittlerweile wurden viele Kernkeulen in zwei neue Gattungen ausgelagert, die einer anderen Familie angehören, den Ophiocordycipitaceae (s. u.), somit war „Kernkeule“ als Taxon nicht zu halten. Die meisten Arten sind in Mitteleuropa eher selten zu finden.

## Merkmale
Die Pilze parasitieren Hirschtrüffeln (Elaphomyces), in seltenen Fällen auch Wurzeltrüffeln (Rhizopogon), oder Insekten beziehungsweise Spinnen. Die Fruchtkörper (Stromata) bestehen aus einem Stiel und einem fruchtbaren Kopf, in dem sich die Perithecien befinden. Ersterer ist meist länger als die Tiefe unter der Erdoberfläche, in der der Wirt liegt. In den Asci befinden sich acht lange fadenförmige und septierte Sporen; die Septen entstehen bei Reife der Sporen. Dessen Abstand ist für die Bestimmung von großer Bedeutung, allerdings kann die Messung von Sporen, die sich noch in den Asci befinden, zu Fehlern führen.
Viele Kernkeulen treten, wie zahlreiche andere Ascomyceten auch, in einer Nebenfruchtform (Anamorphe) auf. Diese wurden oft unter einem anderen Namen als die Hauptfruchtformen (Teleomorphe) beschrieben. Die Beziehung zwischen beiden Erscheinungsformen herzustellen, ist meist schwierig, da sie einander nicht ähnlich sehen und nur selten gemeinsam auftreten.

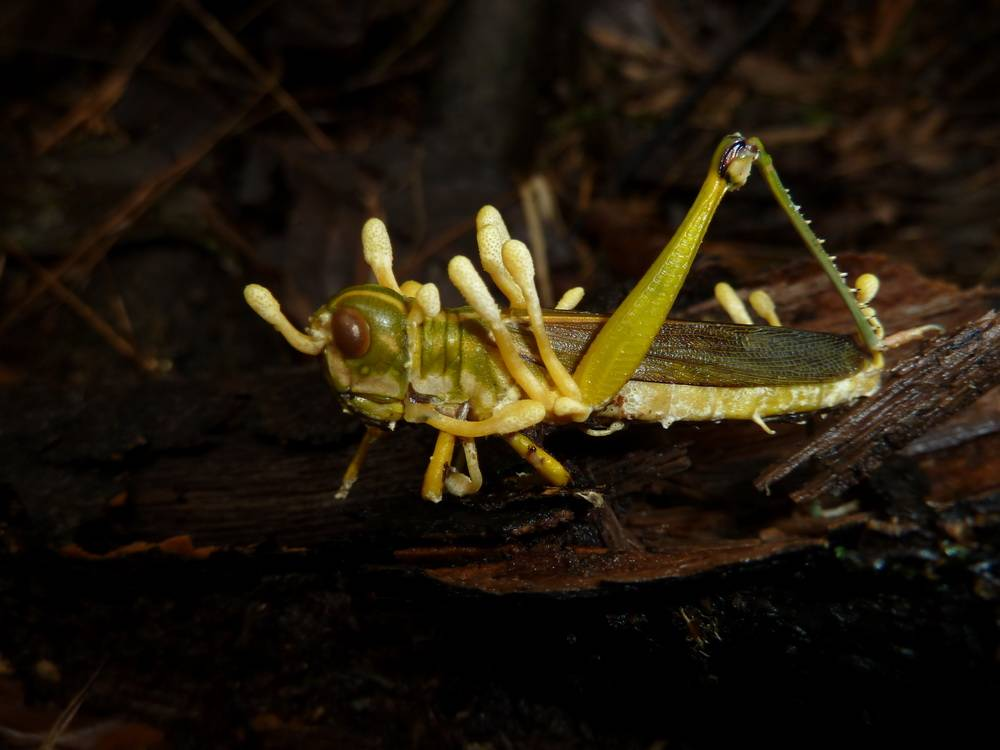
Cordyceps acridophila
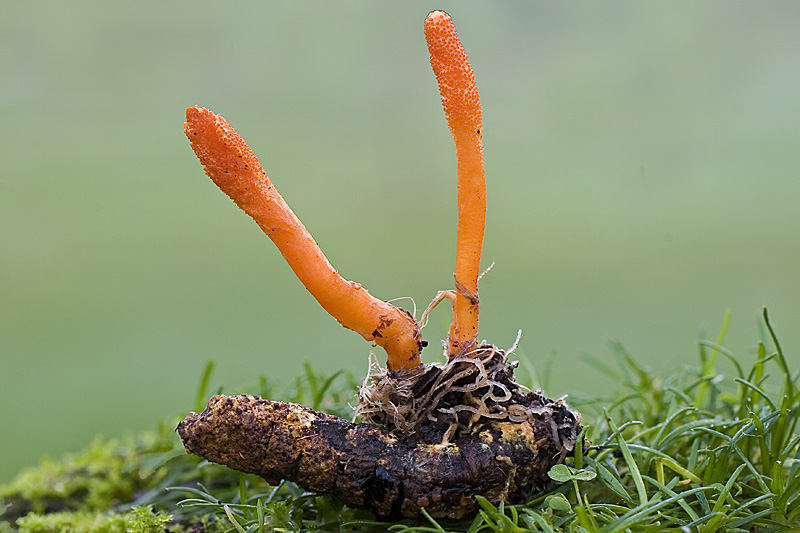
Puppen-Kernkeule (Cordyceps militaris) auf der Puppe eines Schmetterlings
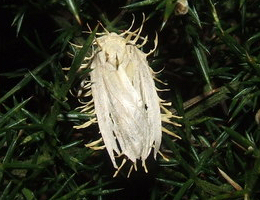
Höckerige Kernkeule (Cordyceps tuberculata) auf einer Motte
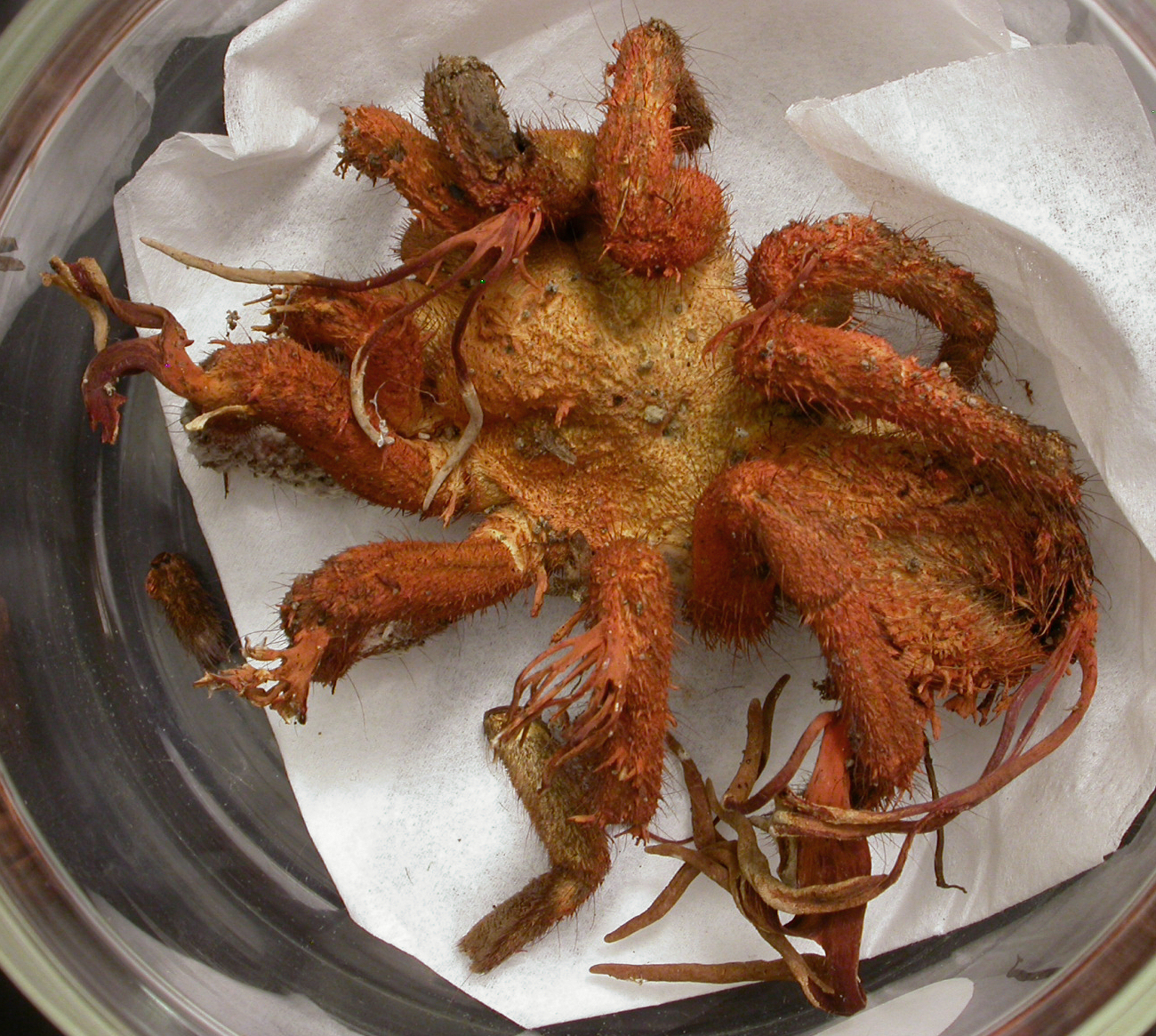
Cordyceps ignota auf einer Vogelspinne; molekular-genetische Analysen stehen noch aus.
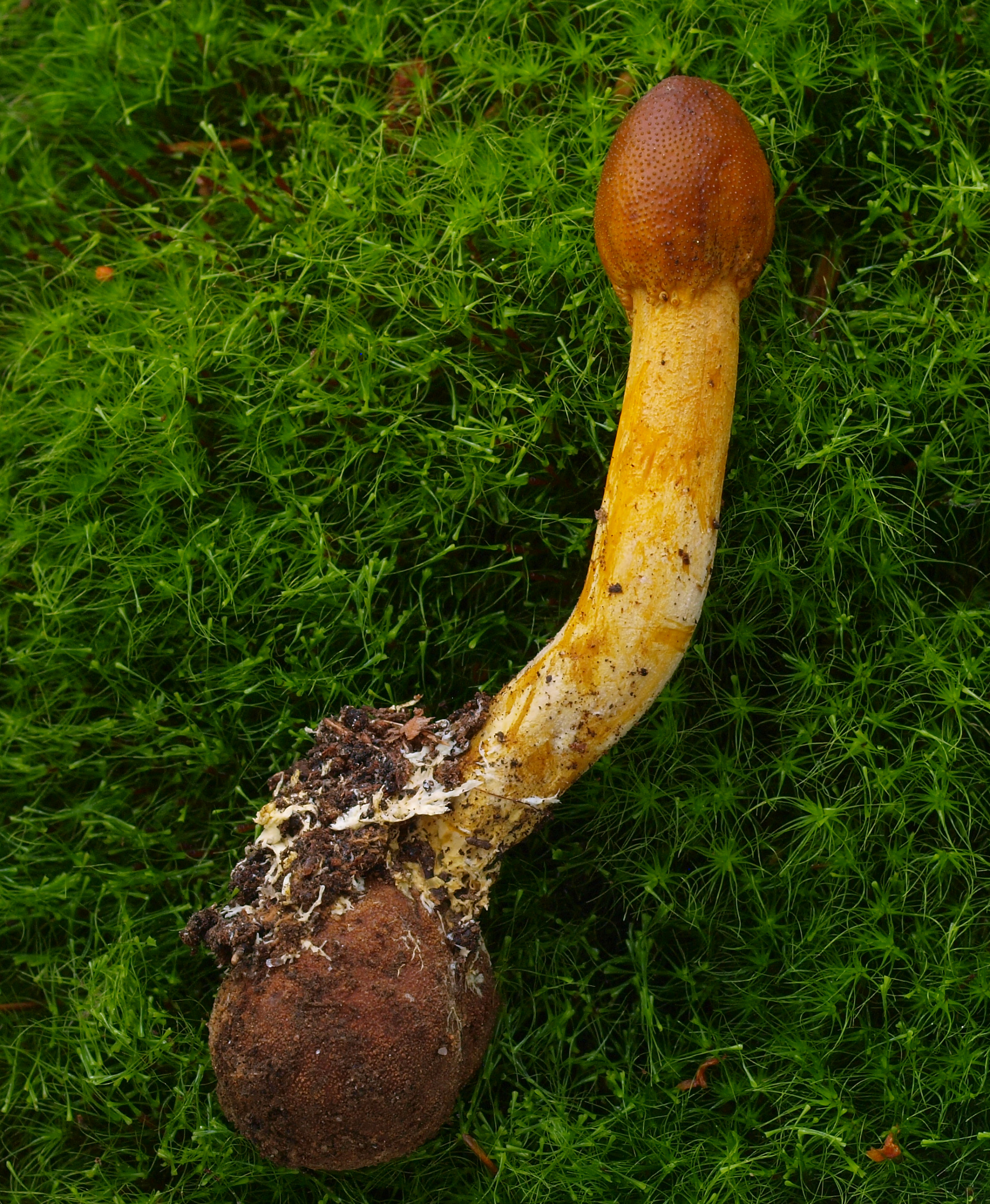
Kopfige Kernkeule (Elaphocordyceps capitata) an Hirschtrüffel (Elaphomyces)
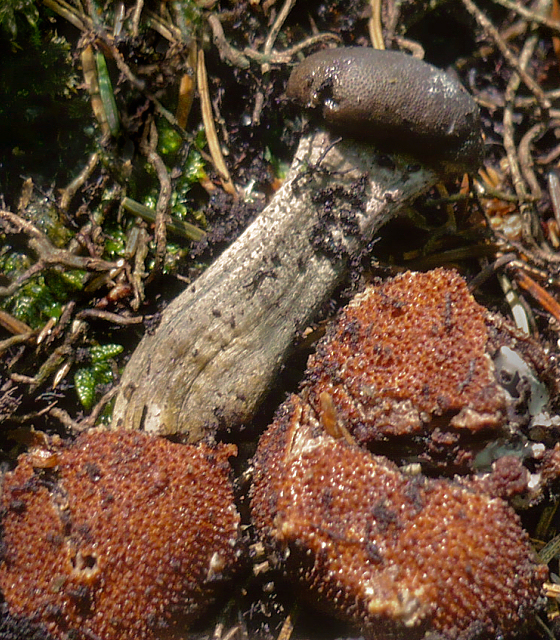
Elaphocordyceps rouxii an Warziger Hirschtrüffel (Elaphomyces granulatus)
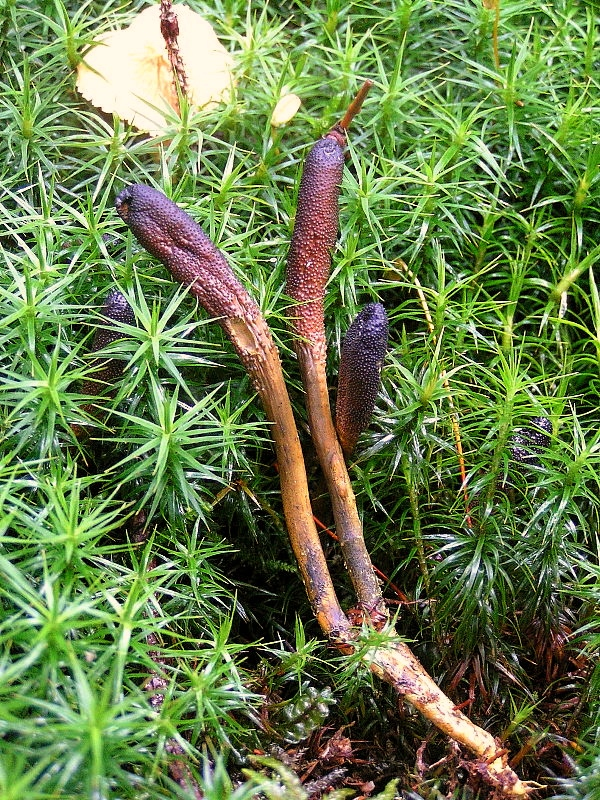
Zungen-Kernkeule (Elaphocordyceps ophioglossoides) an Hirschtrüffel (Elaphomyces)
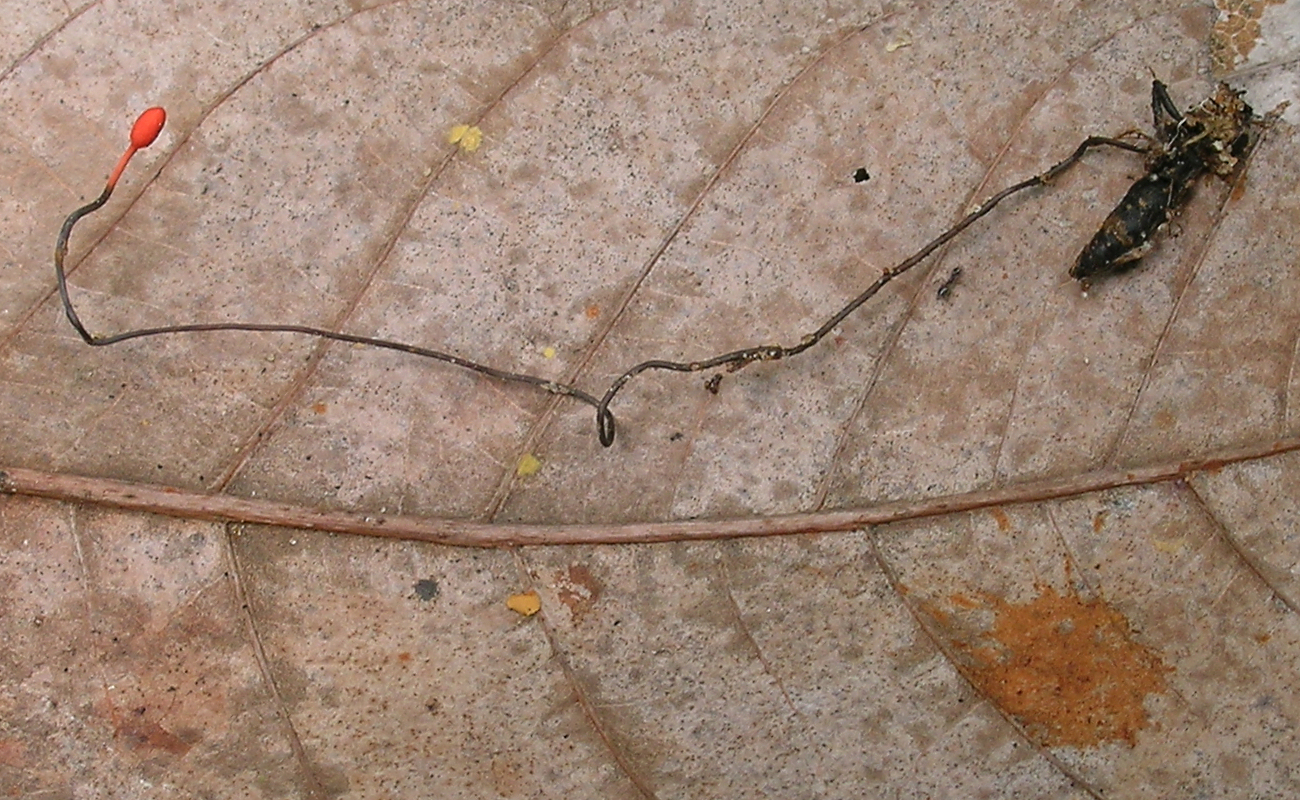
Ophiocordyceps australis
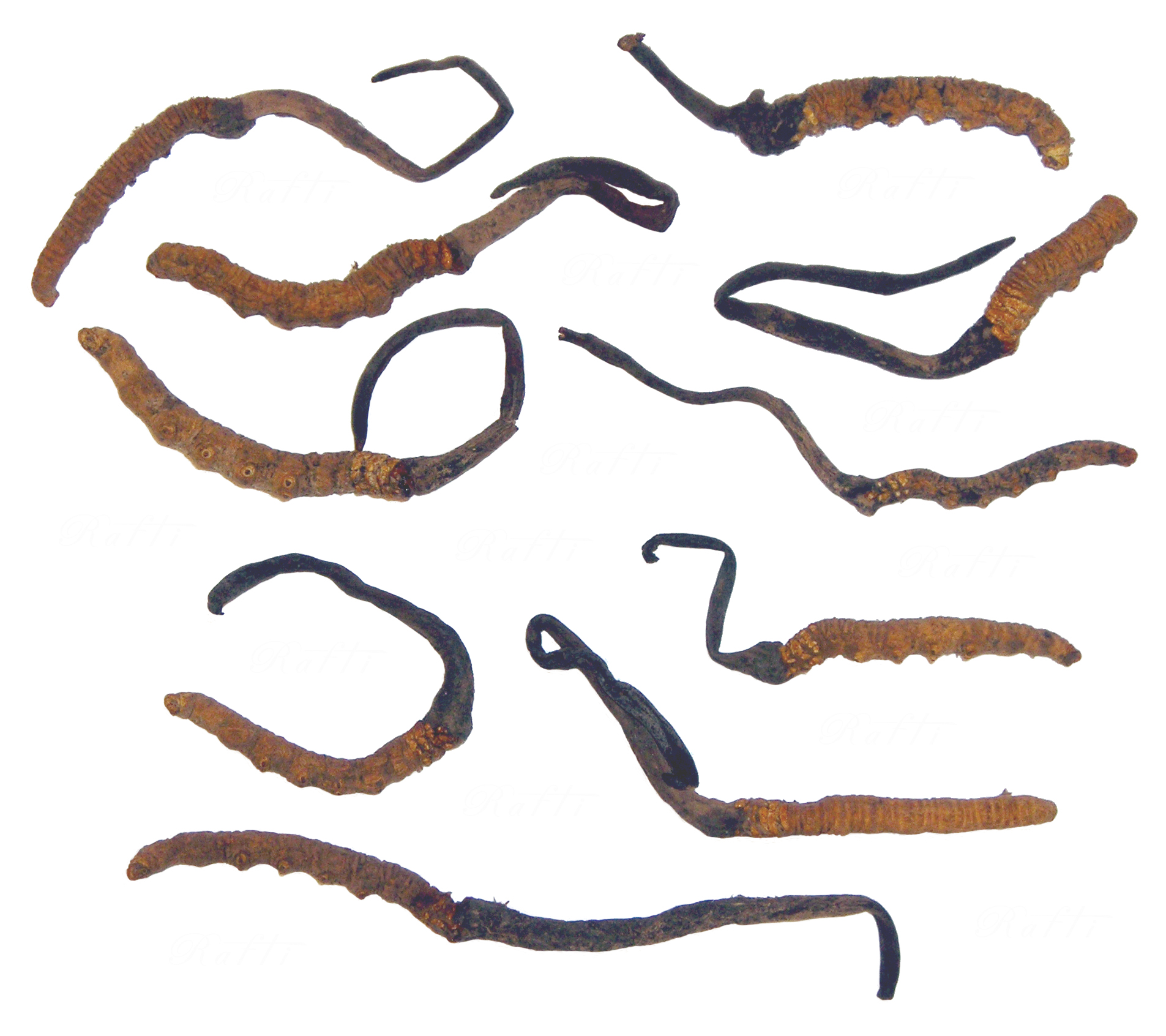
Chinesischer Raupenpilz (Ophiocordyceps sinensis)
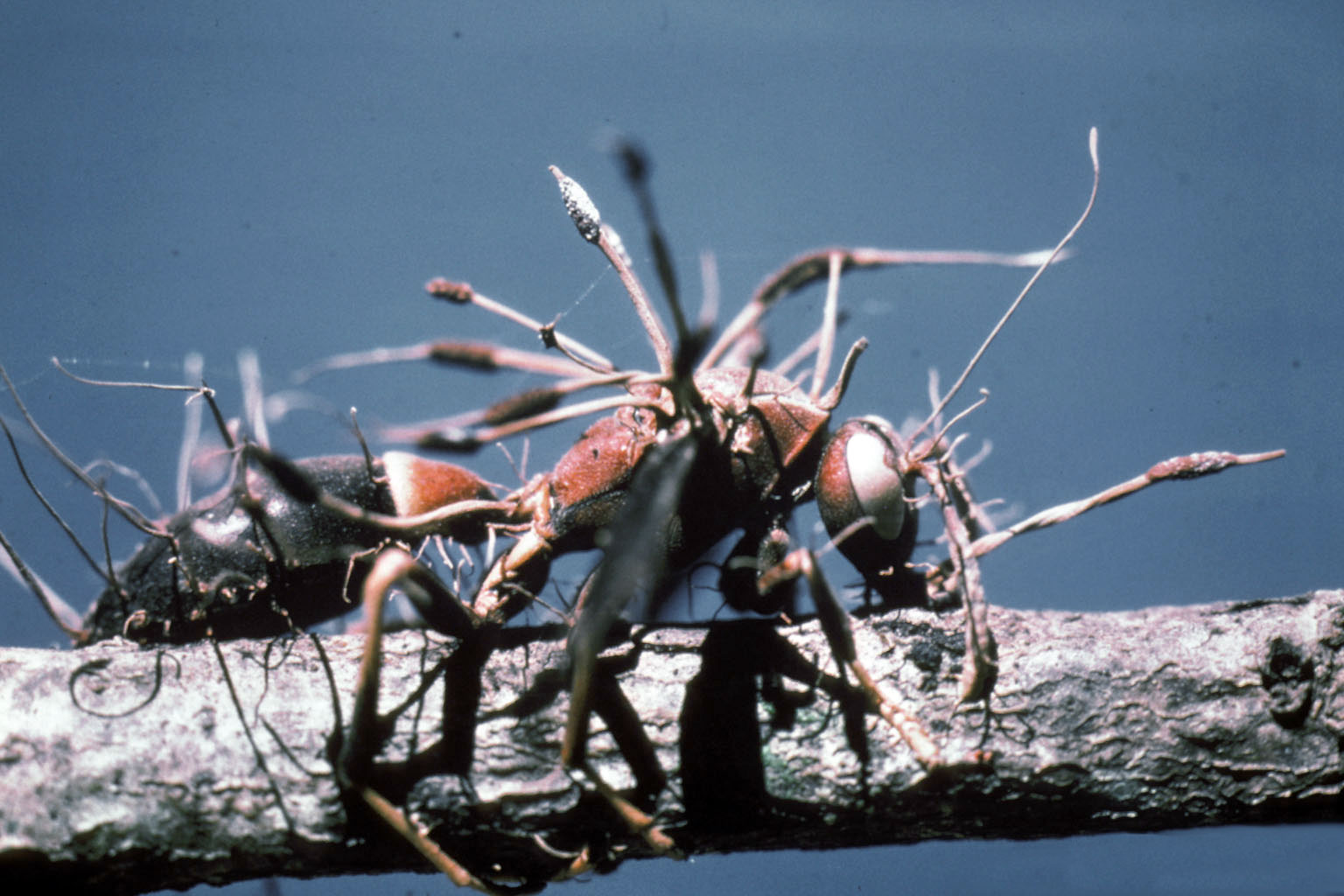
Unbekannte Kernkeule auf einer Wespe

## Ökologie
Die reifen Sporen der Pilze treiben in der Luft, von wo aus die Wirte infiziert werden. Es wird davon ausgegangen, dass die Spore zum Keimen angeregt wird, sobald sie mit dem richtigen Wirt in Kontakt geraten ist. Dort breitet sich der Pilz anschließend aus, wobei der Wirt innerhalb weniger Tage getötet wird. Insekten sind dann vollständig von dem Mycel durchzogen worden und wirken wie mumifiziert. Danach bildet der Pilz seinen Fruchtkörper, wenn die Bedingungen günstig sind.
Die in Trüffeln parasitierenden Kernkeulen-Arten haben sich auf keine bestimmte Trüffel-Art spezialisiert. Die in Insekten und Spinnen wachsenden Arten sind hingegen sehr wirtstreu. Nur selten werden sie an anderen als den typischen Tieren gefunden.

## Systematik
Weltweit wurden über 400 Arten beschrieben, von denen der Großteil Insekten und Spinnen parasitiert und aus den Tropen und Asien bekannt ist. Für Westeuropa werden etwa 20 Arten angegeben. Eine Auswahl bietet die folgende Liste.
- Familie Cordycipitaceae

- Cordyceps

- Nadelsporige Kernkeule – Cordyceps bifusispora O.E. Eriksson 1982
- Cordyceps memorabilis (Cesati 1861) Saccardo 1878
- Puppen-Kernkeule – Cordyceps militaris (Linnaeus 1753 : Fries 1823) Link 1833
- Höckerige Kernkeule – Cordyceps tuberculata (Lebert 1858) Maire 1917

- Familie Ophiocordycipitaceae

- Elaphocordyceps

- Kopfige Kernkeule – Elaphocordyceps capitata (Holmskjold 1790 : Fries 1823) G.H. Sung, J.M. Sung, Hywel-Jones & Spatafora 2007
- Elaphocordyceps intermedia (S. Imai 1934) G.H. Sung, J.M. Sung, Hywel-Jones & Spatafora 2007
- Elaphocordyceps japonica (Lloyd 1920) G.H. Sung, J.M. Sung, Hywel-Jones & Spatafora 2007
- Langsporige oder Kanadische Kernkeule – Elaphocordyceps longisegmentis (Ginns 1988) G.H. Sung, J.M. Sung, Hywel-Jones & Spatafora 2007
- Zungen-Kernkeule – Elaphocordyceps ophioglossoides (Ehrhart 1788 : Fries 1823) G.H. Sung, J.M. Sung, Hywel-Jones & Spatafora 2007
- Elaphocordyceps rouxii (Candoussau 1976) G.H. Sung, J.M. Sung, Hywel-Jones & Spatafora 2007

- Ophiocordyceps

- Ophiocordyceps clavulata (Schweinitz 1832) Petch 1933
- Käferlarven-Kernkeule – Ophiocordyceps entomorrhiza (Dickson 1785 : Fries 1823) G.H. Sung, J.M. Sung, Hywel-Jones & Spatafora 2007
- Fliegen-Kernkeule – Ophiocordyceps forquignonii (Quélet 1887) G.H. Sung, J.M. Sung, Hywel-Jones & Spatafora 2007
- Raupen-Kernkeule – Ophiocordyceps gracilis (Greville 1824) G.H. Sung, J.M. Sung, Hywel-Jones & Spatafora 2007
- Kollarett-Kernkeule – Ophiocordyceps larvicola (Quélet 1878) Van Vooren 2009
- Amerikanische Kernkeule – Ophiocordyceps michiganensis (Mains 1934) G.H. Sung, J.M. Sung, Hywel-Jones & Spatafora 2007
- Ophiocordyceps nutans - (Patouillard) G.H. Sung, J.M. Sung, Hywel-Jones & Spatafora
- Ameisen-Kernkeule – Ophiocordyceps myrmecophila (Cesati 1846) G.H. Sung, J.M. Sung, Hywel-Jones & Spatafora 2007
- Ophiocordyceps oxycephala - (Penzig & Saccardo) G.H. Sung, J.M. Sung, Hywel-Jones & Spatafora
- Chinesischer Raupenpilz – Ophiocordyceps sinensis (Berkeley) G.H. Sung, J.M. Sung, Hywel-Jones & Spatafora 2007
- Wespen-Kernkeule – Ophiocordyceps sphecocephala (Klotzsch 1843) G.H. Sung, J.M. Sung, Hywel-Jones & Spatafora 2007
- Ophiocordyceps stylophora (Berkeley & Broome 1857) G.H. Sung, J.M. Sung, Hywel-Jones & Spatafora 2007
- Ophiocordyceps unilateralis (Tulasne & C. Tulasne 1865) Petch 1931